# The Monster at the End of This Book
A The Monster at the End of This Book az Odaát című televíziós sorozat negyedik évadjának tizennyolcadik epizódja.

## Cselekmény
Dean és Sam útja egy kisvárosba vezet, ahol úgy gondolják, szellemek tanyáznak. Mikor egy könyvesboltban kutatnak információk után, rábukkannak egy különös, "Odaát" című könyvsorozatra, melyek két természetfelettire vadászó fiatal, Sam és Dean kalandjait követik nyomon. Rájönnek, hogy a könyvek pontról pontra eddigi saját életüket írják le, egészen a "fehér ruhás nőtől".
Nyomozni kezdenek a könyv szerzője, Carver Edlund után, ám hamar rájönnek, hogy ez csak egy álnév. Végül a művek kiadóján keresztül, megtalálják az írót, egy bizonyos Chuck Shirley személyében, aki egy Kripke's Hollow nevű kisvárosban lakik. Betérve hozzá, a férfi nem hiszi el, hogy művei főszereplői tűntek fel, ám végül a fiúk a kocsiban lévő fegyverekkel és felszerelésekkel meggyőzik, ekkor pedig Chucknak is eszébe jut, hogy nem sokkal korábban leírta, Sam és Dean meg fogják őt látogatni otthonában.
A férfi feltárja előttük, hogy évekkel ezelőtt, 2005-ben kezdődtek látomásai, melyeket leírt, így született meg az Odaát-sorozat. Elmondja nekik, hogy nem sokkal korábban újabb látomása volt, melyben Samet egy Red nevű motel szobájában megöli egy démon, méghozzá nem más, mint Lilith.
Hogy ez ne történhessen meg, a fivérek megpróbálják elhagyni a várost, ám ez egy leszakadt híd miatt -mely összeköti az itt élőket a külvilággal- nem sikerül. Dean elhatározza, ha maradniuk kell, minden jóslatnak az ellenkezőjét teszik, így más kaják befalása után, átokzsákokkal együtt bedugja öccsét egy Toreador nevű motelba, ám mikor ő maga leparkolná az Impalát, Chuck korábbi víziója valóra válik: a kocsinak huligánok kiverik a hátsó ablakát, Deant elcsapja egy autó, miután pedig feltápászkodik, egy kislány játékragasztókat tesz az arcára. A feldühödött fiú így ismét ellátogat Chuckhoz -aki korábban elbeszélgetett Sammel a démonvérivásról és annak erejéről-, és agresszív arcát felmutatva próbál belőle dolgokat kihozni, csakhogy ekkor Castiel jelenik meg, és tájékoztatja, hogy Chuck tudtán kívül maga Isten egyik prófétája, és a könyvek, amiket ír, valamikor úgy fogják ismerni őket, mint a Winchester evangélium, így azt nem lehet megváltoztatni.
Dean ezek után visszatér Samhez, és mindenképpen el akarja rángatni e helyről, csakhogy az nem hajlandó elmenni. Végül Dean Istenhez kezd imádkozni, hogy kérjen tőle valamiféle segítséget, ekkor tűnik fel újra Castiel, és közli vele, sajnálatos módon semmit nem tehet az ügy érdekében, hiszen a prófétákat egy arkangyal védi, mely bármilyen fenyegetés esetén megvédi a feljebbvalók által kijelölt személyt, így támadójára a Mennyek legnagyobb pusztítása zúdul. Dean ezek a szavak elég ihletet adnak ahhoz, hogy rávegye Chuckot, térjen be a szobába, melyben majd Lilith is lesz, ezzel előhívva arkangyalát, aki így végezne a démonnal.
Időközben a motelnél feltűnik Lilith, és betér Samhez a szobába. Miután az hiábavalóan kipróbálta ellene démonölő képességét, a szépséges fogászasszisztensnő testébe bújt démon alkut ajánl a fiúnak: mivel megtudta, hogy az Apokalipszist ő maga nem fogja túlélni, leállna a 66 pecsét feltörésével, ellenben ezért Sam életét akarja. Sam hosszas gondolkodás után végül enged a feltételnek, és ennek ágyba bújik Lilith-tel, ám mikor a vetkőzős részhez érnének, a fiú megragadja a mellettük lévő szekrényen heverő démonölő tőrt, ezzel egy időben pedig Dean és Chuck is beront az ajtón. A fivérek közlik vele, hogy hamarosan megérezheti egy arkangyal dühét, ám erre már nem kerül sor; a démon -hátrahagyva testét- elmenekül.
Winchesterék a történtek után ismét útra erednek, Sam pedig elmeséli bátyjának a Lilith által elmondottakat, mire az megerősíti neki, jól döntött, hogy nem kötött vele egyezséget. Eközben másutt, Chuck valamiféle rosszat álmodik a fivérekről, ekkor pedig Zakariás bukkan fel a semmiből, és megtiltja neki, hogy figyelmeztesse a fiúkat. Chuck ezután elindul, hogy öngyilkos legyen, az angyal azonban közli vele, ez értelmetlen lenne, hiszen ők úgyis feltámasztanák...

## Természetfeletti lények

### Angyalok
Az angyalok Isten katonái, aki időtlen idők óta védelmezik az emberiséget. Eme teremtményeknek hatalmas szárnyaik vannak, emberekkel azonban csak emberi testen keresztül képesek kapcsolatba lépni, ugyanis puszta látványuk nemcsak az emberek, de még a természetfeletti lények szemét is kiégetik, hangjuk pedig fülsiketítő. Isteni képességük folytán halhatatlanok.

### Démon
A démonokat a folklórban, mitológiában és a vallásban egyaránt olyan természetfeletti lényként, gonosz szellemként írják le, melyeket meg lehet idézni, és irányítani is lehet. Közeledtüket általában elektromos zavarok jelzik, maguk mögött pedig ként hagynak.

## Időpontok és helyszínek
- 2009. ? – Kripke's Hollow

## Külső hivatkozások
- Supernatural-The Monster at the End of This Book az Internet Movie Database oldalon (angolul)